# Ліга націй УЄФА з футболу серед жінок 2025—2026
Жіноча Ліга націй УЄФА 2025 (англ. 2025 UEFA Women's Nations League) — другий турнір жіночої Ліги націй УЄФА, що відбувався у 2025 році за участю жіночих збірних команд-членів асоціацій УЄФА.  Результати також визначають ліги для відбіркових змагань чемпіонату світу з футболу 2027 року серед жінок.

## Формат
Змагання розпочнуться з групового етапу, де національні команди будуть розділені на три ліги (A, B та C) відповідно до загального рейтингу на основі жіночої кваліфікації на Євро-2025, враховуючи підвищення/виліт після завершення цих змагань). У лігах A та B беруть участь 16 команд у чотирьох групах по чотири команди, тоді як Ліга C складається з решти учасників змагань, розділених на групи по три або чотири команди. Команди в кожній групі грають одна проти одної вдома та на виїзді за круговою системою. 
Чотири переможці груп Ліги А виходять до фіналу Ліги націй, який складається з двох півфіналів, матчу за третє місце та фіналу, всі матчі яких проводяться у два етапи (це відрізняється від попереднього турніру, де всі матчі фіналу чотирьох складалися з одної гри).
Крім того, змагання включають підвищення та виліт між дівізіонами, що набувають чинності під час кваліфікації до чемпіонату світу з футболу 2027 року (де використовується ідентична структура ліг). 
Переможці груп Ліг B та C автоматично виходять у вищу лігу, тоді як команди, що посіли четверте місце в Лігах A та B, а також дві команди, що посіли треті місця в Лізі B з найнижчим рейтингом, автоматично вилітають.  Стикові матчі за підвищення/виліт також проводитимуться вдома та на виїзді, паралельно з фіналом чотирьох, щоб визначити, які з інших команд піднімуться, вилетять або залишаться у своїх відповідних лігах. Команди, що посіли треті місця в Лізі A, гратимуть з командами, що посіли друге місце в Лізі B, тоді як дві команди, що посіли треті місця в Лізі B з найкращими рейтингами, гратимуть з двома командами, що посіли друге місце в Лізі C з найкращими рейтингами. Команди з вищих ліг сіяні та грають матч-відповідь вдома.
У всіх двоматчевих матчах переможцем стає команда, яка за сумою голів забила більше. Якщо загальний рахунок рівний, буде зіграно додатковий час (правило голів на виїзді не застосовуватиметься). Якщо рахунок залишається рівним після додаткового часу, для визначення переможця буде використано серію пенальті. 

### Визначення місць команд у турнірній таблиці
Якщо дві або більше команди в одній групі рівні за очками після завершення етапу ліги, застосовуються наступні критерії:
1. Більша кількість очок, що були здобуті в матчах лише між цими командами;
2. Краща різниця забитих м'ячів в матчах лише між цими командами;
3. Більша кількість голів, забитих в матчах лише між цими командами;
4. Якщо критерії 1-3 застосовані та команди досі рівні за показниками, критерії 1-3 перезастосовуються тільки для матчів між двома командами у випадку, якщо за попередніми критеріями 1-3 можна відсіяти всі інші команди (третю або третю та четверту).

Якщо ця процедура не призводить до прийняття рішення, застосовуються наступні критерії:
1. Краща різниця забитих м'ячів в усіх матчах групи;
2. Більша кількість голів, забитих в усіх матчах групи;
3. Більша кількість перемог в усіх матчах групи;
4. Показник фейр-плей в усіх матчах групи (1 бал за жовту картку, 3 бали за червону картку як наслідок двох жовтих, 3 бали за пряму червону картку, 4 бали за жовту картку, за якою послідувала пряма червона картка);
5. Місце в таблиці коефіцієнтів національних збірних УЄФА.

Якщо дві або більше асоціації мають однаковий річний коефіцієнт, то цей критерій застосовується до останнього півріччя:
1. Коефіцієнт;
2. Краща різниця забитих м'ячів;
3. Більша кількість забитих голів;
4. Показник фейр-плей (1 бал за жовту картку, 3 бали за червону картку як наслідок двох жовтих, 3 бали за пряму червону картку, 4 бали за жовту картку, за якою послідувала пряма червона картка);
5. Жеребкування.

### Визначення місць команд у рейтингу ліги
Рейтинг окремої ліги визначається відповідно до наступних критеріїв:
1. Місце в групі;
2. Більша кількість очок;
3. Краща різниця забитих м'ячів;
4. Більша кількість забитих голів;
5. Більша кількість перемог;
6. Більша кількість перемог на виїзді;
7. Показник фейр-плей в усіх матчах групи (1 бал за жовту картку, 3 бали за червону картку як наслідок двох жовтих, 3 бали за пряму червону картку, 4 бали за жовту картку, за якою послідувала пряма червона картка);
8. Місце в таблиці коефіцієнтів національних збірних УЄФА.

Для того, щоб розмістити команди в рейтингу ліги, що складається з груп з різною кількістю команд, застосовуються наступні критерії:
1. Результати матчів проти команд, що посіли 4-е місце, не враховуються при порівнянні команд, що фінішували першими, другими чи третіми у своїх групах.
2. Всі результати матчів враховуються при порівнянні команд, що фінішували четвертими у своїх групах.

Рейтинг топ-4 команд Ліги А визначається за їх результатами в фіналі чотирьох Ліги націй:
1. Переможець в рейтингу буде першим;
2. Фіналіст в рейтингу буде другим;
3. Переможець матчу за 3-є місце в рейтингу буде третім;
4. Невдаха матчу за 3-є місце в рейтингу буде четвертим.

### Визначення місць команд у загальному рейтингу
Загальний рейтинг Ліги націй УЄФА визначається відповідно до наступних критеріїв:
1. 16 команд Ліги А займають місця з 1-го по 16-те відповідно до своїх рейтингів ліги
2. 16 команд Ліги B займають місця з 17-го по 32-ге відповідно до своїх рейтингів ліг .
3. Команди Ліги С посідають 33-тє місце згідно зі своїми рейтингами ліг.

## Календар
| Етап                      | Раунд                       | Дата                              |
| ------------------------- | --------------------------- | --------------------------------- |
| Груповий етап             | 1 тур                       | 21 лютого 2025 року               |
| Груповий етап             | 2 тур                       | 25–26 лютого 2025 року            |
| Груповий етап             | 3 тур                       | 4 квітня 2025 року                |
| Груповий етап             | 4 тур                       | 8 квітня 2025 року                |
| Груповий етап             | 5 тур                       | 30 травня 2025 року               |
| Груповий етап             | 6 тур                       | 3 червня 2025 року                |
| Матчі за підвищення/виліт | Перший етап                 | 22 жовтня 2025 року               |
| Матчі за підвищення/виліт | Другий етап                 | 28 жовтня 2025 року               |
| Фінальна частина          | Півфінали (два матчі)       | 20–28 жовтня 2025 року            |
| Фінальна частина          | Фінал та матч за 3-тє місце | 26 листопада – 2 грудня 2025 року |

## Учасники
53 національних жіночих збірних УЄФА, що бере участь у Лізі Націй були розділені на три «Ліги» (16 команд у Лізі А, 16 команд у Лізі B, 21 команда у Лізі C) відповідно до коефіцієнтів національних збірних УЄФА.
Гібралтар та Ліхтенштейн вперше взяли участь у турнірі, оскільки не брали участі в попередньому виданні. Це буде перший офіційний змагальний міжнародний турнір для обох жіночих команд. Сан-Марино  заявку на участь не подала. 
Збірна Росії не бере участі в турнірі, позаяк через агресію російські команди та клуби були відсторонені від участі в турнірах УЄФА відповідно до рішення, прийнятого Виконавчим комітетом УЄФА 28 лютого 2022 року та підтвердженого Спортивним арбітражним судом 15 липня 2022 року. 
| Кошик | Збірна     | Місце |
| ----- | ---------- | ----- |
| 1     | Іспанія    | 1     |
| 1     | Німеччина  | 2     |
| 1     | Франція    | 3     |
| 1     | Італія     | 4     |
| 2     | Ісландія   | 5     |
| 2     | Данія      | 6     |
| 2     | Англія     | 7     |
| 2     | Нідерланди | 8     |
| 3     | Швеція     | 9     |
| 3     | Норвегія   | 10    |
| 3     | Австрія    | 11    |
| 3     | Бельгія    | 12    |
| 4     | Португалія | 13    |
| 4     | Шотландія  | 14    |
| 4     | Швейцарія  | 15    |
| 4     | Уельс      | 16    |

| Кошик | Збірна               | Місце |
| ----- | -------------------- | ----- |
| 1     | Фінляндія            | 17    |
| 1     | Чехія                | 18    |
| 1     | Ірландія             | 19    |
| 1     | Польща               | 20    |
| 2     | Сербія               | 21    |
| 2     | Україна              | 22    |
| 2     | Північна Ірландія    | 23    |
| 2     | Туреччина            | 24    |
| 3     | Хорватія             | 25    |
| 3     | Угорщина             | 26    |
| 3     | Боснія і Герцеговина | 27    |
| 3     | Словенія             | 28    |
| 4     | Румунія              | 29    |
| 4     | Білорусь             | 30    |
| 4     | Греція               | 31    |
| 4     | Албанія              | 32    |

| Кошик | Збірна             | Місце |
| ----- | ------------------ | ----- |
| 1     | Словаччина         | 33    |
| 1     | Азербайджан        | 34    |
| 1     | Мальта             | 35    |
| 1     | Ізраїль            | 36    |
| 1     | Косово             | 37    |
| 1     | Люксембург         | 38    |
| 2     | Чорногорія         | 39    |
| 2     | Грузія             | 40    |
| 2     | Болгарія           | 41    |
| 2     | Латвія             | 42    |
| 2     | Фарерські острови  | 43    |
| 2     | Вірменія           | 44    |
| 3     | Північна Македонія | 45    |
| 3     | Естонія            | 46    |
| 3     | Литва              | 47    |
| 3     | Казахстан          | 48    |
| 3     | Молдова            | 49    |
| 3     | Кіпр               | 50    |
| 4     | Андорра            | 51    |
| 4     | Гібралтар          | 52    |
| 4     | Ліхтенштейн        | 53    |

Жеребкування відбулося 7 листопада 2024 року о 13:00 за центральноєвропейським часом у Ньоні (Швейцарія). 
Команди були розподілені по групах з кошиків посіву для кожної ліги, починаючи з Ліги C, потім Ліги B і, нарешті, Ліги A. У кожній лізі всі команди були розподілені з кошика 1 по групах у порядку зростання, доки кошик не спорожнів, потім жеребкування продовжилося з кошика 2 і так далі.
З політичних причин Вірменія та Азербайджан, а також Білорусь та Україна не могли бути поміщені в одну групу. Через надмірні обмеження на поїздки Казахстан не міг бути поміщений до групи, що містить більше однієї команди: Андорра, Фарерські острови, Гібралтар або Мальта.

## Ліга A

### Група A1
| Команда    | І | В | Н | П | ЗМ | ПМ | РМ  | О  |
| ---------- | - | - | - | - | -- | -- | --- | -- |
| Німеччина  | 6 | 5 | 1 | 0 | 26 | 4  | +22 | 16 |
| Нідерланди | 6 | 3 | 2 | 1 | 11 | 10 | +1  | 11 |
| Австрія    | 6 | 2 | 0 | 4 | 5  | 16 | −11 | 6  |
| Шотландія  | 6 | 0 | 1 | 5 | 3  | 15 | −12 | 1  |

### Група A2
| Команда   | І | В | Н | П | ЗМ | ПМ | РМ  | О  |
| --------- | - | - | - | - | -- | -- | --- | -- |
| Франція   | 6 | 6 | 0 | 0 | 14 | 2  | +12 | 18 |
| Норвегія  | 6 | 2 | 2 | 2 | 4  | 5  | −1  | 8  |
| Ісландія  | 6 | 0 | 4 | 2 | 6  | 9  | −3  | 4  |
| Швейцарія | 6 | 0 | 2 | 4 | 4  | 12 | −8  | 2  |

### Група A3
| Команда    | І | В | Н | П | ЗМ | ПМ | РМ  | О  |
| ---------- | - | - | - | - | -- | -- | --- | -- |
| Іспанія    | 6 | 5 | 0 | 1 | 21 | 8  | +13 | 15 |
| Англія     | 6 | 3 | 1 | 2 | 16 | 6  | +10 | 10 |
| Бельгія    | 6 | 2 | 0 | 4 | 9  | 16 | −7  | 6  |
| Португалія | 6 | 1 | 1 | 4 | 5  | 21 | −16 | 4  |

### Група A4
| Команда | І | В | Н | П | ЗМ | ПМ | РМ | О  |
| ------- | - | - | - | - | -- | -- | -- | -- |
| Швеція  | 6 | 3 | 3 | 0 | 13 | 6  | +7 | 12 |
| Італія  | 6 | 3 | 1 | 2 | 11 | 7  | +4 | 10 |
| Данія   | 6 | 3 | 0 | 3 | 8  | 13 | −5 | 9  |
| Уельс   | 6 | 0 | 2 | 4 | 4  | 10 | −6 | 2  |

Позначення:

### Фінал чотирьох

#### Півфінали
| 22 жовтня 2025 |

| Німеччина | — | Франція |
| --------- | - | ------- |
|           |   |         |

|  |

| 28 жовтня 2025 |

| Франція | — | Німеччина |
| ------- | - | --------- |
|         |   |           |

|  |

| 22 жовтня 2025 |

| Швеція | — | Іспанія |
| ------ | - | ------- |
|        |   |         |

|  |

| 28 жовтня 2025 |

| Іспанія | — | Швеція |
| ------- | - | ------ |
|         |   |        |

|  |

## Ліга B

### Група B1
| Команда              | І | В | Н | П | ЗМ | ПМ | РМ  | О  |
| -------------------- | - | - | - | - | -- | -- | --- | -- |
| Польща               | 6 | 5 | 1 | 0 | 16 | 2  | +14 | 16 |
| Північна Ірландія    | 6 | 2 | 2 | 2 | 6  | 10 | −4  | 8  |
| Боснія і Герцеговина | 6 | 1 | 2 | 3 | 9  | 12 | −3  | 5  |
| Румунія              | 6 | 1 | 1 | 4 | 3  | 10 | −7  | 4  |

### Група B2
| Команда   | І | В | Н | П | ЗМ | ПМ | РМ  | О  |
| --------- | - | - | - | - | -- | -- | --- | -- |
| Словенія  | 6 | 5 | 0 | 1 | 12 | 2  | +10 | 15 |
| Ірландія  | 6 | 5 | 0 | 1 | 10 | 6  | +4  | 15 |
| Туреччина | 6 | 2 | 0 | 4 | 3  | 7  | −4  | 6  |
| Греція    | 6 | 0 | 0 | 6 | 2  | 12 | −10 | 0  |

### Група B3
| Команда   | І | В | Н | П | ЗМ | ПМ | РМ | О  |
| --------- | - | - | - | - | -- | -- | -- | -- |
| Сербія    | 6 | 4 | 2 | 0 | 7  | 1  | +6 | 14 |
| Фінляндія | 6 | 3 | 2 | 1 | 8  | 2  | +6 | 11 |
| Угорщина  | 6 | 1 | 1 | 4 | 2  | 6  | −4 | 4  |
| Білорусь  | 6 | 0 | 3 | 3 | 0  | 8  | −8 | 3  |

### Група B4
| Команда  | І | В | Н | П | ЗМ | ПМ | РМ  | О  |
| -------- | - | - | - | - | -- | -- | --- | -- |
| Україна  | 6 | 4 | 1 | 1 | 8  | 6  | +2  | 13 |
| Чехія    | 6 | 4 | 1 | 1 | 17 | 4  | +13 | 13 |
| Албанія  | 6 | 2 | 0 | 4 | 10 | 12 | −2  | 6  |
| Хорватія | 6 | 1 | 0 | 5 | 4  | 17 | −13 | 3  |

Позначення:

## Ліга C

### Група C1
| Команда           | І | В | Н | П | ЗМ | ПМ | РМ  | О  |
| ----------------- | - | - | - | - | -- | -- | --- | -- |
| Словаччина        | 6 | 6 | 0 | 0 | 27 | 1  | +26 | 18 |
| Фарерські острови | 6 | 3 | 1 | 2 | 10 | 6  | +4  | 10 |
| Молдова           | 6 | 2 | 1 | 3 | 6  | 6  | 0   | 7  |
| Гібралтар         | 6 | 0 | 0 | 6 | 0  | 30 | −30 | 0  |

### Група C2
| Команда | І | В | Н | П | ЗМ | ПМ | РМ | О  |
| ------- | - | - | - | - | -- | -- | -- | -- |
| Мальта  | 6 | 4 | 1 | 1 | 8  | 5  | +3 | 13 |
| Кіпр    | 6 | 3 | 1 | 2 | 9  | 8  | +1 | 10 |
| Грузія  | 6 | 2 | 0 | 4 | 9  | 11 | −2 | 6  |
| Андорра | 6 | 1 | 2 | 3 | 6  | 8  | −2 | 5  |

### Група C3
| Команда     | І | В | Н | П | ЗМ | ПМ | РМ  | О  |
| ----------- | - | - | - | - | -- | -- | --- | -- |
| Люксембург  | 6 | 5 | 1 | 0 | 20 | 6  | +14 | 16 |
| Казахстан   | 6 | 3 | 1 | 2 | 14 | 9  | +5  | 10 |
| Вірменія    | 6 | 2 | 1 | 3 | 13 | 11 | +2  | 7  |
| Ліхтенштейн | 6 | 0 | 1 | 5 | 5  | 26 | −21 | 1  |

### Група C4
| Команда     | І | В | Н | П | ЗМ | ПМ | РМ | О |
| ----------- | - | - | - | - | -- | -- | -- | - |
| Чорногорія  | 4 | 2 | 2 | 0 | 5  | 2  | +3 | 8 |
| Азербайджан | 4 | 1 | 2 | 1 | 3  | 6  | −3 | 5 |
| Литва       | 4 | 1 | 0 | 3 | 6  | 6  | 0  | 3 |

### Група C5
| Команда  | І | В | Н | П | ЗМ | ПМ | РМ | О  |
| -------- | - | - | - | - | -- | -- | -- | -- |
| Ізраїль  | 4 | 3 | 1 | 0 | 12 | 5  | +7 | 10 |
| Естонія  | 4 | 1 | 1 | 2 | 2  | 6  | −4 | 4  |
| Болгарія | 4 | 0 | 2 | 2 | 4  | 7  | −3 | 2  |

### Група C6
| Команда            | І | В | Н | П | ЗМ | ПМ | РМ | О |
| ------------------ | - | - | - | - | -- | -- | -- | - |
| Латвія             | 4 | 2 | 2 | 0 | 6  | 4  | +2 | 8 |
| Косово             | 4 | 2 | 1 | 1 | 9  | 3  | +6 | 7 |
| Північна Македонія | 4 | 0 | 1 | 3 | 2  | 10 | −8 | 1 |

Позначення:

## Рейтинг команд, що посіли друге місце
Через різний розмір груп у Лізі C, результати проти команд, що посіли четверте місце, не враховуються при порівнянні команд, що посіли друге місце
| Поз | Груп | Команда           | І | В | Н | П | ГЗ | ГП | РГ | О | Кваліфікація                                |
| --- | ---- | ----------------- | - | - | - | - | -- | -- | -- | - | ------------------------------------------- |
| 1   | C2   | Кіпр              | 4 | 3 | 0 | 1 | 6  | 4  | +2 | 9 | Кваліфікація до плей-оф підвищення у Лігу B |
| 2   | C6   | Косово            | 4 | 2 | 1 | 1 | 9  | 3  | +6 | 7 | Кваліфікація до плей-оф підвищення у Лігу B |
| 3   | C4   | Азербайджан       | 4 | 1 | 2 | 1 | 3  | 6  | −3 | 5 |                                             |
| 4   | C1   | Фарерські острови | 4 | 1 | 1 | 2 | 4  | 6  | −2 | 4 |                                             |
| 5   | C3   | Казахстан         | 4 | 1 | 1 | 2 | 6  | 9  | −3 | 4 |                                             |
| 6   | C5   | Естонія           | 4 | 1 | 1 | 2 | 2  | 6  | −4 | 4 |                                             |

## Стикові матчі

### Стикові матчі за місце в Лізі А
| Команда 1         | Заг. | Команда 2 | 1-й матч | 2-й матч |
| ----------------- | ---- | --------- | -------- | -------- |
| Північна Ірландія |      | Ісландія  |          |          |
| Фінляндія         |      | Данія     |          |          |
| Ірландія          |      | Бельгія   |          |          |
| Чехія             |      | Австрія   |          |          |

### Стикові матчі за місце в Лізі B
| Команда 1 | Заг. | Команда 2 | 1-й матч | 2-й матч |
| --------- | ---- | --------- | -------- | -------- |
| Кіпр      |      | Албанія   |          |          |
| Косово    |      | Туреччина |          |          |